# Savoia-Marchetti SM.82
Savoia-Marchetti SM.82 là một loại máy bay vận tải/ném bom của Ý trong Chiến tranh thế giới II. Khoảng 700 chiếc được chế tạo, đưa vào trang bị năm 1940, nó có thể hoạt động như một máy bay ném bom với tải trọng bom lên tới 8.818 lb (4000 kg), nhưng SM.82 được sử dụng rất ít làm máy bay ném bom.

## Biến thể
SM.82
SM.82 (Ném bom)
SM.82 Carro armato
SM.82 Trasporto caccia
SM.82 Trasporto motori
SM.82P
SM.82 tanker
SM.82bis
SM.82 LATI
SM.82LW
S.82PD
S.82PW

## Quốc gia sử dụng
Đức
- Luftwaffe

 Kingdom of Italy
- Regia Aeronautica

 Italian Social Republic
- Aeronautica Nazionale Repubblicana

 Italy
- Aeronautica Militare

## Tính năng kỹ chiến thuật (SM.82)
Dữ liệu lấy từ 
Đặc điểm tổng quát
- Kíp lái: 4
- Sức chứa: 40 lính
- Chiều dài: 22,9 m (75 ft 1½ in)
- Sải cánh: 29,68 m (97 ft 4½ in)
- Chiều cao: 6 m (19 ft 8,25 in)
- Diện tích cánh: 118,6 m² (1.276,64 ft²)
- Trọng lượng rỗng: 10.550 kg (phiên bản ném bom: 11.200 kg) (23.259 lb)
- Trọng lượng cất cánh tối đa: 18.020 kg (phiên bản ném bom: 18.410 kg) (39.727 lb)
- Động cơ: 3 × Alfa Romeo 128 RC.21, 708 kW (950 hp)  mỗi chiếc

 Hiệu suất bay 
- Vận tốc cực đại: 347 km/h (187 kn, 212 mph)
- Vận tốc hành trình: 250 km/h (135 kn, 125 mph) trên độ cao 3.000 m (9.840 ft)
- Vận tốc tắt ngưỡng: 110 km/h (59 kn, 68 mph)
- Tầm bay: 2.100 km (1.134 nmi, 1.864 mi)
- Trần bay: 6.000 m (19.685 ft)

Trang bị vũ khí

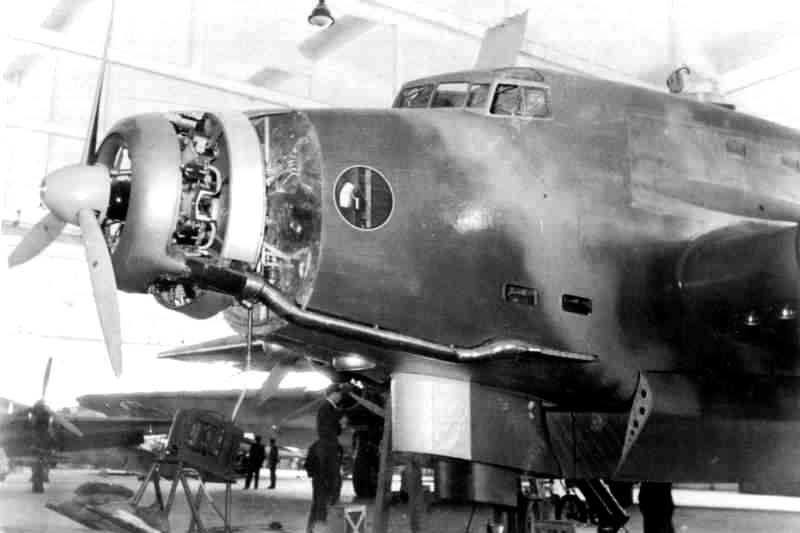
Savoia Marchetti SM.82

- 1 × súng máy Scotti 12,7 mm (.5 in)
- 3 × súng máy Breda-SAFAT 7,7 mm (.303 in)
- 4.000 kg (8.818 lb) bom